# Mobilizacja w Rosji (2022)

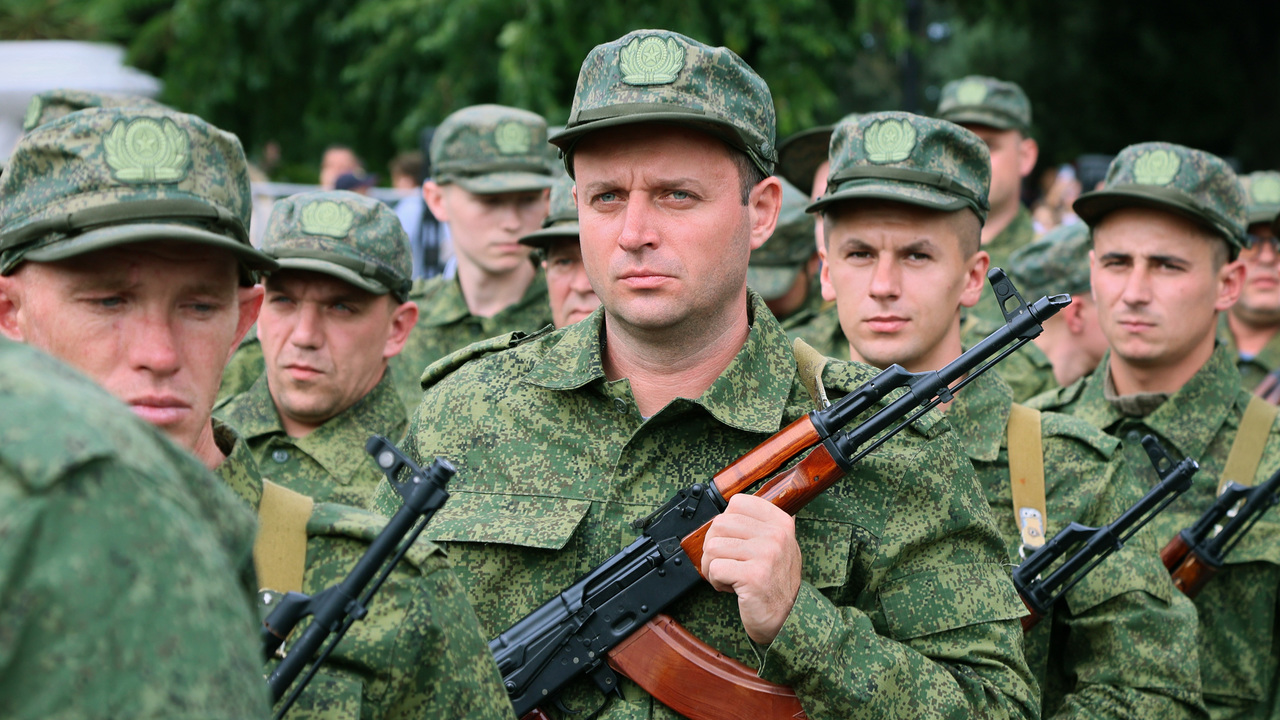
Zmobilizowani w Sewastopolu

Mobilizacja w Rosji w 2022 roku – częściowy, przebiegający etapowo proces poboru do wojska obywateli rosyjskich, zapoczątkowany 21 września 2022 roku. Przyczyną jej ogłoszenia były między innymi udane kontrofensywy żołnierzy ukraińskich w obwodzie charkowskim i chersońskim, oraz poważne straty sił rosyjskich i brak znaczących postępów inwazji.

## Tło
Prawie siedem miesięcy po dokonaniu rosyjskiej inwazji na Ukrainę, prezydent Rosji Władimir Putin ogłosił częściową mobilizację. Decyzja została podjęta dzień po ogłoszeniu zamiaru zorganizowania i przeprowadzenia w dniach 23–27 września referendów na temat przyłączenia Donieckiej i Ługańskiej Republiki Ludowej, oraz okupowanych obwodów chersońskiego i zaporoskiego do Rosji.
Ogłoszenie mobilizacji zostało odebrane przez brytyjską wiceminister spraw zagranicznych Gillian Keegan jako „istotna i niepokojąca eskalacja działań militarnych Rosji w wojnie z Ukrainą”. Minister obrony Siergiej Szojgu ogłosił, że Rosja ma „ogromną rezerwę mobilizacyjną” i planuje zmobilizować 300 000 rekrutów różnych specjalności. Określono także, że nabór ma nie obejmować żołnierzy służby zasadniczej i studentów. Dokładne szczegóły planów mobilizacji są jednak obecnie nieznane, ponieważ dokładna liczba osób, które mają zostać zmobilizowane, jest tajna.
28 października Szojgu powiedział prezydentowi Rosji Władimirowi Putinowi, że mobilizacja została zakończona, po czym Putin osobiście ogłosił jej zakończenie. Spekulowano jednak, że mobilizacja zakończy się dopiero po podpisaniu przez Putina stosownego dekretu, a potajemna mobilizacja nadal będzie miała miejsce. Rzecznik Kremla Dmitrij Pieskow zaprzeczył tym doniesieniom, ale od końca grudnia wielu analityków wojskowych i przedstawicieli mediów utrzymuje, że mobilizacja w Rosji nadal trwa. W listopadzie 2022 ujawniono, że Putin nie podpisze dekretu o zakończeniu mobilizacji. Według „The Moscow Times” władze rosyjskie co najmniej 15 razy odrzucały możliwość mobilizacji swoich obywateli. 8 marca Władimir Putin publicznie obiecywał, że żaden rezerwista nie będzie wezwany do walki na Ukrainie.
Rosja od tej pory unikała jednoznacznego ogłoszenia mobilizacji. Wcześniejsze mobilizacje prowadzono w Imperium Rosyjskim podczas wojny rosyjsko-japońskiej w 1904 roku, oraz na początku I wojny światowej w 1914 roku. Później jeszcze Związek Radziecki zmobilizował swoją ludność po inwazji III Rzeszy na ten kraj w 1941 roku. W marcu 2023 roku poinformowano, że mężczyźni w kilkudziesięciu regionach Rosji zaczęli dostawać wezwania do komisji wojskowych.